# Jaworów (gmina)
Gmina Jaworów – dawna gmina miejsko-wiejska funkcjonująca w latach 1941–1944 pod okupacją niemiecką w Polsce. Siedzibą gminy było miasto Jaworów.
Gmina Jaworów została utworzona przez władze hitlerowskie z terenów okupowanych przez ZSRR w latach 1939–1941, stanowiących przed wojną miasto Jaworów (wraz z Nakonecznem I i II) oraz części gmin Nahaczów (Czernilawa, Semerówka) i Szutowa (Poudenko), które zniesiono, oraz gminy Wierzbiany (Dacki, Nowiny). Tereny te należały przed wojną  do powiatu jaworowskiego w woj. lwowskim.
Gmina weszła w skład powiatu lwowskiego (Kreishauptmannschaft Lemberg), należącego do dystryktu Galicja w Generalnym Gubernatorstwie. W skład gminy wchodziły miejscowości: Czernilawa, Dacki, miasto Jaworów, Nakoneczne I, Nakoneczne II, Nowiny, Porudenko i Semerówka.
Po wojnie obszar gminy został odłączony od Polski i włączony do Ukraińskiej SRR.